# Samuił Marszak
Samuił Jakowlewicz Marszak (ros. Самуил Яковлевич Маршак; ur. 22 października?/3 listopada 1887 w Woroneżu, zm. 4 czerwca 1964 w Moskwie) – radziecki pisarz żydowskiego pochodzenia, poeta i tłumacz głównie literatury dla dzieci, ale nie tylko. Brat Ilji Marszaka; znany z m.in. peerelowskich książek do nauki języka rosyjskiego.
Od 1900 mieszkał z rodziną w Ostrogożsku, gdzie uczył się w gimnazjum i zaczął pisać wiersze, później przeniósł się do Petersburga, a stamtąd, po ukończeniu petersburskiego gimnazjum, do Moskwy. W 1904 w Petersburgu poznał Maksima Gorkiego i Fiodora Szalapina. W 1911 odbył podróże do Turcji, Grecji, Syrii i Palestyny jako korespondent petersburskich gazet, następnie wyjechał do Anglii, gdzie do 1914 studiował na Uniwersytecie Londyńskim, w 1914 wrócił do Rosji, osiedlając się w Jekaterynodarze (obecnie Krasnodar), gdzie zaczął publikować artykuły prasowe. W 1920 wrócił do Piotrogrodu, a w 1938 do Moskwy (po aresztowaniu w 1937 podczas wielkiej czystki redakcji leningradzkiej gazety, w której pracował). W 1942 został laureatem Nagrody Stalinowskiej (ponownie otrzymał ją w 1946, 1949 i 1951), a w 1963 Nagrody Leninowskiej. Był też odznaczony dwoma Orderami Lenina, Orderem Wojny Ojczyźnianej i Orderem Czerwonego Sztandaru Pracy (1947).
Jego Żołnierza i biedę można znaleźć w repertuarze polskich teatrów.
Został pochowany na Cmentarzu Nowodziewiczym w Moskwie.

## Wybrane wydania w języku polskim
- Czym jest rok?
- Bliźniaki[10]
- O zwierzętach w zoo
- Wesołe czyżyki
- Księga leśna
- Maluchy w zoo[11]
- Gdzie jadłeś obiad,wróbelku?
- Wielkolud